# Juan Carlos Maccarone
Juan Carlos Maccarone (né le 19 octobre 1940 à Buenos Aires, et mort le 29 mars 2015) est un évêque catholique argentin victime d'un outing en 2005.

## Biographie
Né à Buenos Aires en 1940, Juan Carlos Maccarone fait des études de théologie en Argentine. Il est ensuite ordonné prêtre le 17 décembre 1968. En 1996, il est nommé évêque de Chascomús. Trois ans plus tard, en 1999, il devient évêque de Santiago del Estero.
En 2005, Juan Carlos Maccarone est outé publiquement : une vidéo est alors diffusée sur internet le montrant en train d'avoir une relation sexuelle avec un jeune homme de 23 ans. Face au scandale, le prélat démissionne le 19 août 2005.